# Victorian Artists Society

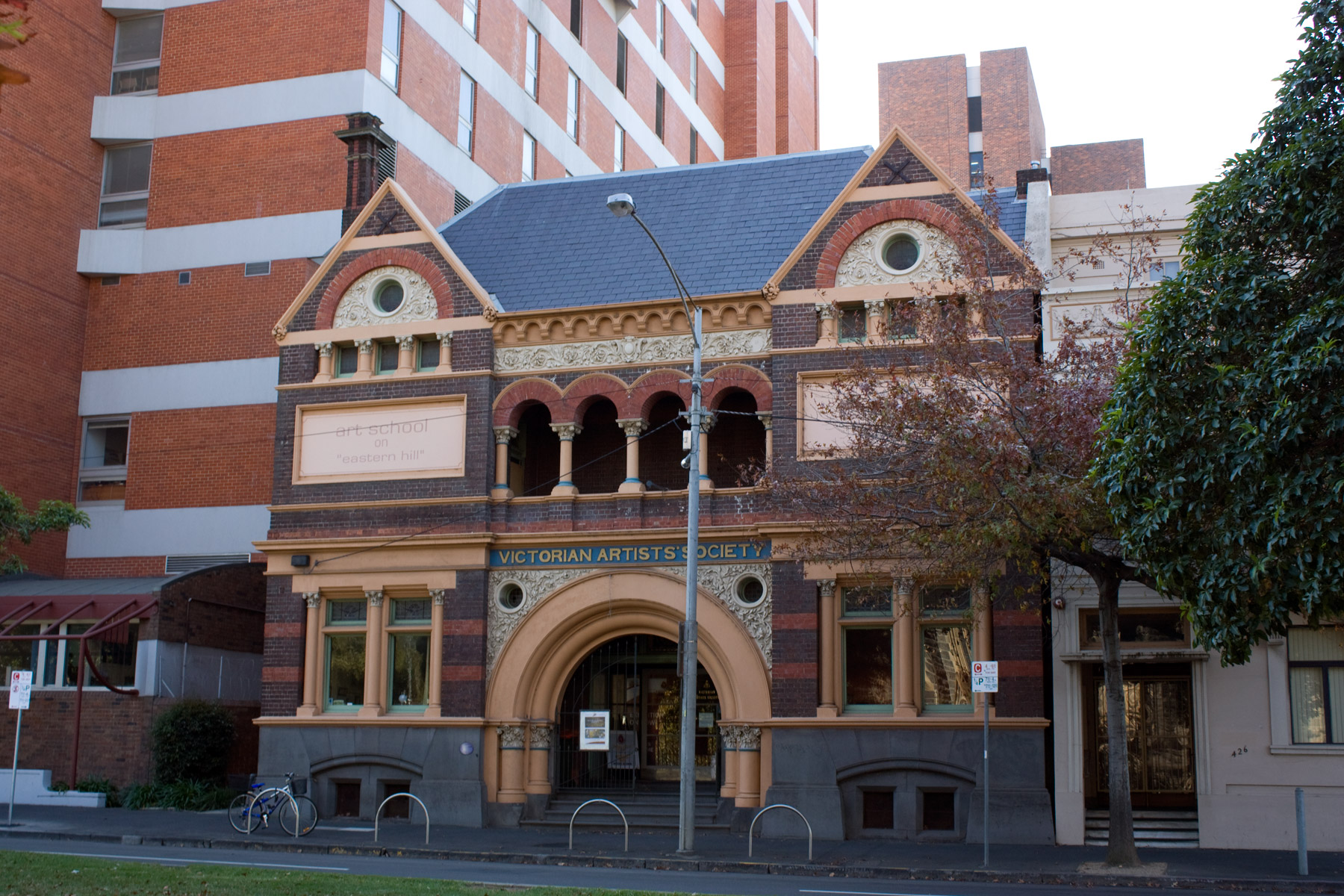
Gebäude der Victorian Artists Society seit 1888.

Die Victorian Artists Society (VAS) ist eine gemeinnützige Organisation und fördert seit ihrer Gründung in Melbourne die künstlerische Ausbildung und bietet Kunstkurse und Ausstellungsräume an.

## Geschichte

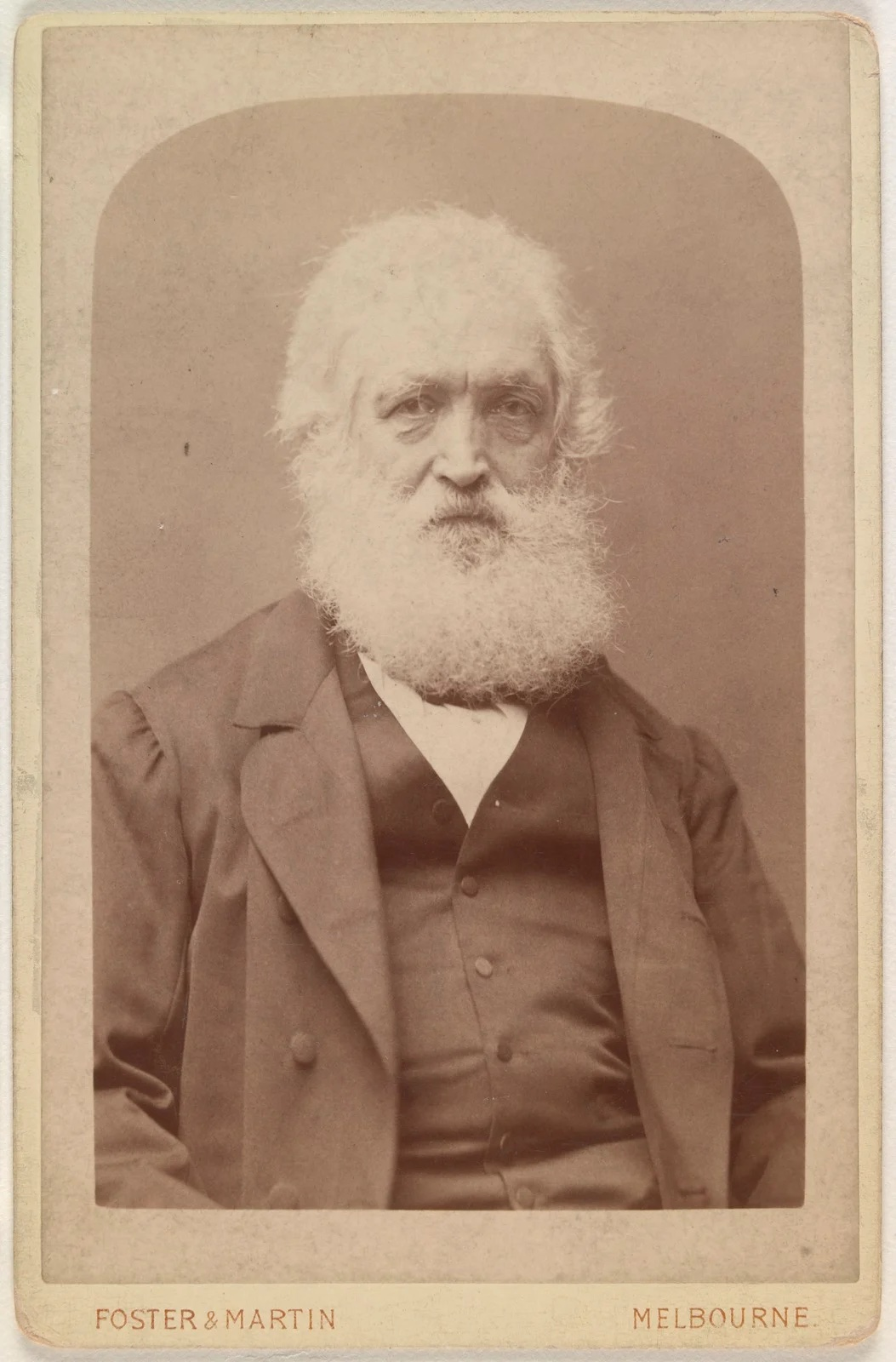
Louis Buvelot, eines der Gründungsmitglieder der Victorian Artists' Society

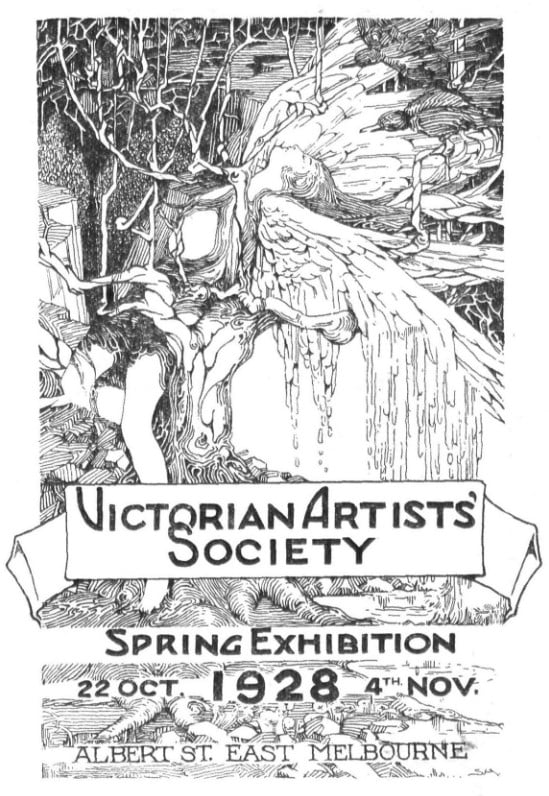
Titelblatt des Katalogs der Frühjahrsausstellung der Victorian Artists' Society, 1928

Die Victorian Society of Fine Arts wurde 1856 gegründet. Sie war ein Vorläufer der Victorian Academy of Arts. Die Victorian Academy of Arts wurde 1870 gegründet und zählte „etwa zwanzig Künstler und Amateure“ zu ihren ersten Mitgliedern. Die erste Ausstellung der Australian Artists’ Association fand 1886 mit Werken von Tom Roberts, Louis Buvelot, Frederick McCubbin und Arthur Streeton statt.
Die heutige Victorian Artists Society (VAS) entstand im März 1888 durch den Zusammenschluss der Victorian Academy of Arts und der Australian Artists’ Association.
Die Victorian Artists Society hat ihren Sitz in einem denkmalgeschützten Bluestone Building in der Albert Street in Melbourne, gegenüber der St. Patrick’s Cathedral. Das historische Gebäude wurde 1888 erbaut, 1892 erweitert und 1953 modernisiert. Das Gebäude der VAS ist ein architektonisch bedeutendes Beispiel für die frühe Ausprägung des amerikanischen neoromanischen Stils in Victoria. Der Stil in Australien wurde stark von prominenten amerikanischen Architekten beeinflusst, insbesondere von Sullivan und Richardson. Dieser neue Stil war eine Abkehr von den traditionellen europäischen architektonischen Einflüssen des Klassizismus und der Gotik und eine bewusste Identifikation mit der Neuen Welt. Er war ein wichtiger Ansatz bei der Suche nach einem nationalen Architekturstil für Australien. Die Fassade zeichnet sich durch ein kunstvoll ausgeführtes Dekorationssystem mit Gesimsen, Halbsäulen und Blattwerk aus. Es ist eines der wenigen erhaltenen Werke des Architekten Richard Speight.

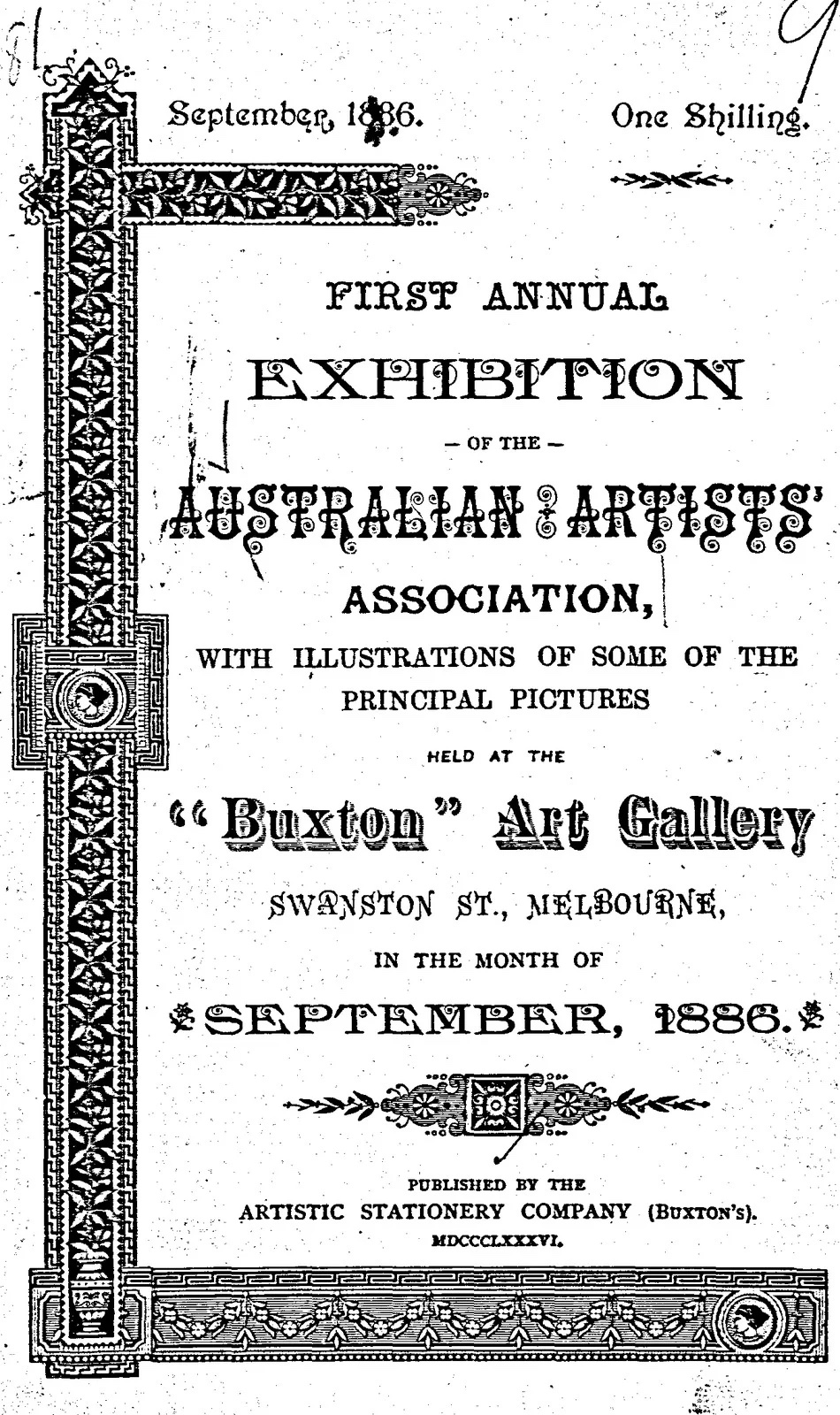
Titelseite des Katalogs der ersten Jahresausstellung der Australian Artists' Association, September 1886

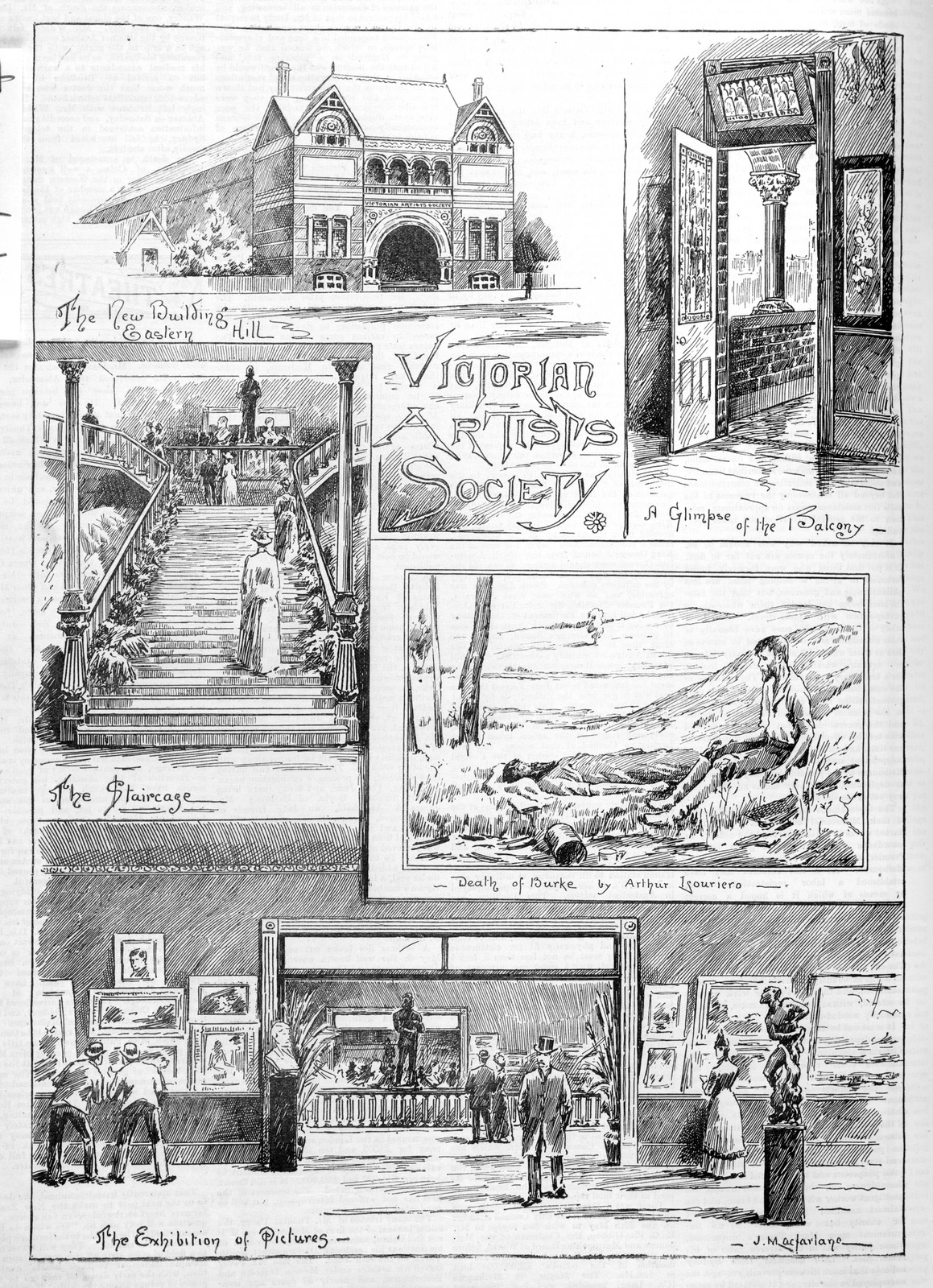
Victorian Artists’ Society, 1892

Heute beherbergt das Gebäude vier Galerien, Räume für die Mitglieder, ein Verwaltungsbüro und das ursprüngliche Atelier, das als Kunstschule dient. Das Gebäude diente nicht nur als Kunstzentrum, sondern auch als Konservatorium, in dem die berühmte Sängerin Nellie Melba von 1915 bis kurz vor ihrem Tod 1931 Gesangsunterricht erteilte. Ihre musikalischen Leistungen wurden 2014 mit einer Gedenktafel im Gebäude gewürdigt.
Die Victorian Artists Society ist von historischer Bedeutung, da sie mit den Anfängen fast aller großen australischen Künstler dieses und des letzten Jahrhunderts in Verbindung gebracht wird. Sie war ein wichtiger Ort für die Künstler der Heidelberg School, einer viktorianischen impressionistischen Kunstrichtung. Junge Künstler wie Arthur Streeton, Charles Conder, Tom Roberts, Walter Withers, Frederick McCubbin und viele andere begannen hier ihre Karriere mit Kunstwerken, die heute den Grundstock der großen australischen Sammlungen in den Nationalgalerien in ganz Australien bilden.
Viele dieser Werke wurden bei Ausstellungen der Mitglieder erworben, ein Prozess, der bis heute anhält, da die Victorian Artists Society, deren Mitglieder aus allen Gesellschaftsschichten und mit den unterschiedlichsten Fähigkeiten kommen, weiterhin Arbeiten ihrer Mitglieder ausstellt. Viele der frühen Mitglieder und Aussteller der Gesellschaft waren Frauen.

## Gegenwart
Heute bietet die Victorian Artists Society der Öffentlichkeit Ausstellungen, Kunstunterricht und Galerieräume zur Miete an. Die Gesellschaft organisiert jährlich saisonale Ausstellungen und verleiht verschiedene Preise, darunter den Mavis Little VAS Artist of the Year Award. Im Jahr 2020 feiert die Gesellschaft ihr 150-jähriges Bestehen und hat eine historische Publikation mit dem Titel: Victorian Artists Society 1870–2020 Celebrating 150 Years herausgegeben. Die Gesellschaft ist nach wie vor eine wichtige Institution zur Förderung der Kunst in Victoria und bietet jungen und etablierten Künstlern eine Plattform zum Ausstellen und Verkaufen ihrer Werke. Das denkmalgeschützte Gebäude wurde in den letzten Jahren nach Wasserschäden umfassend restauriert. Die Renovierung wurde durch Spenden finanziert.

## Bekannte Künstler
- Louis Buvelot 1814–1888
- Walter Withers 1854–1914
- Frederick McCubbin 1855–1917
- Tom Roberts 1856–1931
- Arthur Streeton 1867–1943
- Paul Raphael Montford 1868–1938
- Esther Paterson 1892–1971
- William Frater 1890–1974
- Charles Conder 1868–1909
- Karl Duldig 1902–1986
- Stanley Hammond 1913–2000